# Ameide
Ameide (français : Ameyden) est un village qui fait partie de la commune de  Vijfheerenlanden dans la province néerlandaise de Utrecht. Le 1er janvier 2004, le village comptait 3 040 habitants.

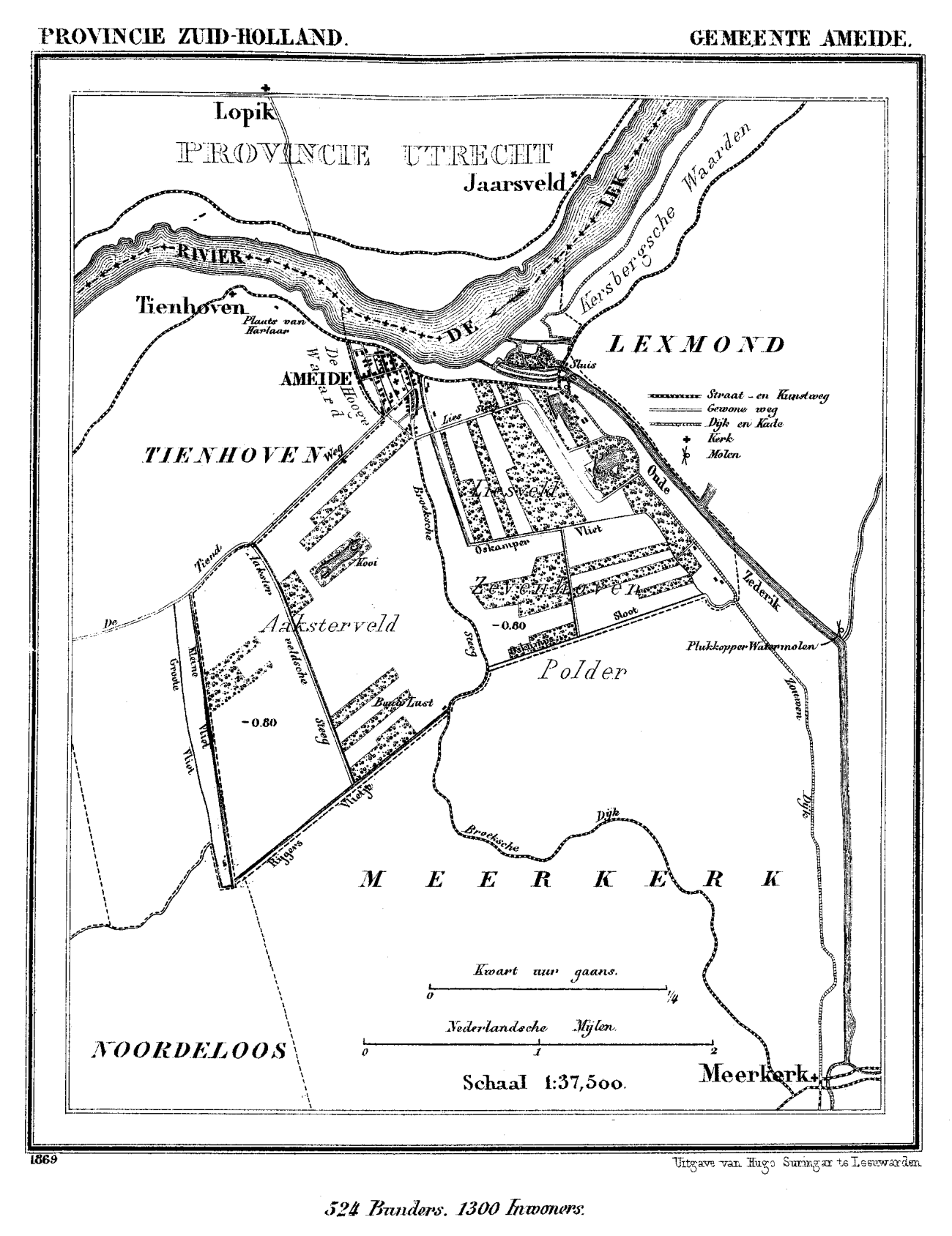
Carte d'Ameide entre 1865 et 1870

## Histoire
Le 27 novembre 1672, durant la guerre de Hollande lors de l'attaque sur Ameyden, la redoute des écluses près d'Ameyden est envahie par le régiment de Flandre lors d'une attaque de nuit. Le régiment hollandais de Bampfield s'enfuit par la suite, puis le village d'Ameyden a été pillé et incendié .
Ameide a été une commune indépendante jusqu'au 1er janvier 1986. Elle a fusionné avec Hei- en Boeicop, Leerbroek, Lexmond, Meerkerk, Nieuwland et Tienhoven pour former la nouvelle commune de Zederik.